# River Bandon
Der River Bandon (irisch Abhainn na Bandan, dt. evtl.: „Göttin“) ist ein Fluss im County Cork im Südwesten der Republik Irland.
Der River Bandon entspringt in den südlichen Ausläufern der Shehy Mountains im Westen der Grafschaft Cork, etwa 8 km westlich von Dunmanway, und fließt über eine Länge von 72 km in östlicher Richtung, um bei Kinsale in die Keltische See zu münden. Er durchfließt dabei die Orte Dunmanway, Ballineen, Enniskean, Bandon und Innishannon. Die den Gezeiten unterworfene Trichtermündung erstreckt sich über etwa 15 km von Innishannon bis Kinsale Harbour (Cuan Chionn tSáile).
Der Fluss ist bekannt für sein ausgezeichnetes Forellen- und Lachs-Vorkommen.

## Nebenflüsse
- River Brinny (Abhainn na Bruíonaí)
- River Caha (An Cheacha)